# Albert-Émile de Beauffort
Le comte Albert-Émile de Beauffort (né le 20 mars 1899 à Bruxelles et décédé le 15 mars 1983 à Namur) est un administrateur belge.

## Biographie
Il était docteur en Droit et licencié en sciences commerciales. Il avait épousé le 8 mars 1925 Adrienne de Zualart (1894-1995). Il fut commissaire de l'État aux dommages de guerre, chef de province-gouverneur de la province de Léopoldville, inspecteur d'État du Congo belge, assistant du gouverneur général ; président du bureau d'exécution du Fonds Reine Elisabeth d'assistance médicale aux indigènes ; administrateur de la Société générale de Belgique.

## Décorations
(mai 2019).
Si vous disposez d'ouvrages ou d'articles de référence ou si vous connaissez des sites web de qualité traitant du thème abordé ici, merci de compléter l'article en donnant les références utiles à sa vérifiabilité et en les liant à la section « Notes et références ».
- Commandeur de l'ordre de Léopold (30 décembre 1958)[1].
- Officier de l'ordre de la Couronne
- Officier de l'ordre royal du Lion.
- Croix civique 1914-18.
- Officier de la Légion d'honneur[Quand ?].
- Medal for Merit (États-Unis), etc.